# Université Guglielmo-Marconi

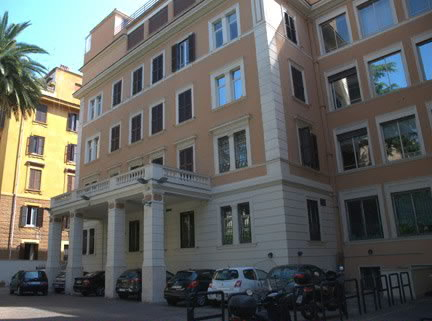
Université Marconi, Via Paolo Emilio

 (octobre 2024).
Si vous disposez d'ouvrages ou d'articles de référence ou si vous connaissez des sites web de qualité traitant du thème abordé ici, merci de compléter l'article en donnant les références utiles à sa vérifiabilité et en les liant à la section « Notes et références ».
L'université Guglielmo-Marconi, ou plus simplement l'université Marconi, (en italien : Università degli Studi Guglielmo Marconi) est une université privée italienne située à Rome et fondée en 2004.

## Facultés
L'université Guglielmo-Marconi est composée de six facultés :
- Faculté de Sciences politiques

- Faculté de Sciences de l'éducation

- Faculté de Droit

- Faculté d'Économie

- Faculté d'Ingénierie